# کارلوس سیلونایز
کارلوس سیلونایز اوبرتی (اسپانیایی: Carlos Cillóniz Oberti‎؛ ۱ ژوئیهٔ ۱۹۱۰ – ۲۴ اکتبر ۱۹۷۲) یک بازیکن فوتبال اهل پرو بود.

## تیم ملی
وی همچنین در تیم ملی فوتبال پرو بازی کرده است.